# The Free
The Free – powstała w 1994 roku niemiecka grupa muzyczna, grająca euro house.

## Historia
Grupa została założona przez Feliksa Gaudera i Olafa Bossiego w 1994 roku. Do grupy dołączył absolwent szkoły muzycznej Charles Simmons, a także piosenkarka Iris Trevisan i grupa rozpoczęła nagrywanie piosenek w profesjonalnym studio.
W połowie 1995 roku Trevisan odeszła z grupy z powodów zdrowotnych, a jej miejsce zajęła Ayla J.
Zespół wydał 10 singli i jedną płytę LP.
W 2003 roku na pytanie o reaktywację grupy Charles Simmons odpowiedział:

Szczerze, nie wierzę w to. Było fajnie, kiedy The Free istniało, ale obecnie wszyscy robimy różne rzeczy. Olaf uczestniczy do szkoły audioinżynieryjnej, Felix współpracuje z Jimmym Somervillem i tworzy Novaspace, ja robię głównie R&B, hip-hop i pop, a Alida [Ayla J - przyp.] jest mężatką i mieszka w USA. Wszyscy idziemy naprzód, ale The Free było fajną przygodą.

Do największych przebojów zespołu można zaliczyć takie utwory, jak "Born Crazy", "Lover on the Line", "Dance the Night Away" czy "Loveletter from Space".

## Dyskografia

### LP
- Crazy Worlds (1996)

### Single
- Born Crazy (1994)
- Born Crazy (Remix) (1994)
- Lover on the Line (1995)
- Lover on the Line (Remix) (1995)
- Dance the Night Away (1995)
- Dance the Night Away (Remix) (1995)
- Shout (1996)
- Shout (Remix) (1996)
- Loveletter from Space (1996)
- Loveletter from Space (Remixes) (1996)